# I Августова ала итурейцев
I Августова стрелковая ала итурейцев (лат. Ala I Augusta Ituraeorum sagittariorum) — вспомогательное подразделение армии Древнего Рима.
Данное подразделение, по всей видимости, было переброшено из восточных провинций в Аррабону в Паннонии в период правления династии Юлиев-Клавдиев, когда впервые упоминаются итурейцы на службе римской армии. Во второй половине правления Домициана ала отправилась в Интерцизу, где её силами был возведен форт. После участия в дакийских войнах Траяна ала была включена в гарнизон новообразованной провинции Дакия, в состав которого упоминается в надписях от 109 и 110 года. Её лагерь располагался в Микии. Однако в период до 135 года подразделение вернулось в Нижнюю Паннонию, где оно оставалось, по крайней мере, до 167 года. Известно, что отряд алы участвовал в мавританских войнах Антонина Пия.